# Georg Hermann Stoltz
Georg Hermann Stoltz (* 1845 in Melle; † 12. Dezember 1939) war ein deutscher Unternehmer in Hamburg und Brasilien.
Hermann Stoltz verließ 1863 das Gymnasium Johanneum in Lüneburg mit Primareife. Er begann eine Lehre bei der Bremer Importfirma F. W. Helmers & Sohn, die er nicht beendete, und ging 1866 nach Rio de Janeiro. Dort trat er in die deutsch-brasilianische Handelsfirma Brandes Kramer & Ferreira ein und wurde schon bald deren Teilhaber. 1884 erfolgte die Umbenennung in Herm. Stoltz & Cie., gleichzeitig wurde eine Filiale in Hamburg gegründet und Stoltz zog mit seiner Familie in die Hansestadt. Die Firma eröffnete weitere Niederlassungen, u. a. in Sao Paulo und Recife, und wurde zum bedeutendsten Hamburger Exporteur für Brasilien. Später importierte sie auch brasilianische Waren nach Deutschland. Außerdem beteiligte sie sich an brasilianischen Industrieunternehmen, fungierte als Agent für diverse internationale Versicherungsgesellschaften und war im Schifffahrtsgeschäft tätig. 1915 gründete Stoltz eine Stiftung, deren Erträge Schülern des Johanneums in Lüneburg zugutekamen. Außerdem engagierte er sich für Kirchen und Krankenhäuser und unterstützte die Gründung der Universität Hamburg. Politisch vertrat er als Mitglied des Hamburger Nationalklubs von 1919 konservativ-autoritäre Gedanken.

## Belege
1. ↑   http://haftendorn.uni-lueneburg.de/u1/gym03/homepage/chronik/stoltz/stoltzfirma.htm
2. ↑   http://www.stoltz-online.de/pdf/Firmengeschichte.pdf

| Personendaten    | Personendaten         |
| ---------------- | --------------------- |
| NAME             | Stoltz, Georg Hermann |
| KURZBESCHREIBUNG | deutscher Unternehmer |
| GEBURTSDATUM     | 1845                  |
| GEBURTSORT       | Melle                 |
| STERBEDATUM      | 12. Dezember 1939     |